# Yi (langue)
Cet article concerne la langue yi. Pour le peuple yi, voir yi (ethnie).
Cette page contient des caractères spéciaux ou non latins. S’ils s’affichent mal (▯, ?, etc.), consultez la page d’aide Unicode.
Le yi est une famille de langues lolo-birmanes parlées par la minorité yi (彝) principalement dans le Sichuan, mais aussi dans d’autres régions de la République populaire de Chine et au Vietnam.
Il compte plus de six millions de locuteurs.

## Phonétique
Il a comme particularité phonétique l'existence de consonnes fricatives labiales et rétroflexes (notées -ur et -yr en romanisation).

## Écriture
Le yi est écrit traditionnellement au moyen d'un syllabaire qui lui est propre.
L’écriture yie classique est un système logographique syllabique complexe comprenant environ 8 000 à 10 000 signes. Bien que similaire à l’écriture chinoise dans leur fonction, les signes sont indépendants dans leurs formes, avec très peu de choses en commun qui puisse suggérer une relation directe entre les deux écritures.
En 1958 le gouvernement chinois a tenté d’introduire un alphabet romanisé basé sur l’écriture latine.
L’écriture yie moderne (ꆈꌠꁱꂷ, nuosu bburma [nɔ̄sū bʙ̝̄mā], ou « écriture nosu ») est un syllabaire standardisé et simplifié, dérivé de l’écriture classique en 1974 par le gouvernement local chinois. Elle est devenue l’écriture officielle des langues yi de Chine en 1980. Ce syllabaire comprend 756 signes de base, fondés sur le dialecte de Liangshan (« Monts Frais » dans le Sud du Sichuan), plus 63 pour les syllabes présentes uniquement dans les emprunts des langues chinoises.

## Classification des langues yi
Classification des langues yi selon SIL.

### Langues yi proprement dites
Toutes ces langues appartiennent au groupe des langues yies, parmi le sous-groupe Nord du groupe des langues lolo.
Langues yi de Chine
- yi du Sichuan, ou nuosu (iii) ; c'est la forme standardisée moderne de la langue yi, formée sur un important substrat du yi méridional classique (et des emprunts au mandarin), et la seule forme de la langue qui soit enseignée. Cependant on trouve les variétés dialectales classiques suivantes toujours vivantes :

- yi méridional, ou nisu : 
  - nisu occidental (nos)
  - nisu septentrional (yiv)
  - nisu méridional (nsd)

- sous-famille des langues yies orientales :
  - yi de Naluo (ylo)
  - yi de Wumeng (ywm)
  - yi de Wuding-Luquan (ywq)
  - yi de Wusa (ywu)

- yi du Guizhou (yig)

- sous-famille des langues yies centrales :
  - yi central (ycl)
  - yi de Dayao (yio)
  - yi de Miqie (yiq)
  - yi lolopho méridional (ysp)

- sous-famille des langues yies occidentales :
  - yi lalu de Xishan (yik)
  - yi lalu oriental (yit)
  - yi lalu occidental (ywl)
  - yi occidental (ywt)

- yi lolo du Sud-Est (yso)

- sous-famille des langues yies du Sud-Est :
  - yi d’Awu (yiu)
  - yi d’Axi (yix)
  - yi d’Azhe (yiz)
  - yi de Sani (ysn)

Langues yi du Viêt Nam
- mantsi (nty)
- laghuu (lgh)

### Autres langues lolo, dites yi
D'autres langues lolos sont dites yies car elles sont parlées par des populations yies de Chine. Toutefois, on ne peut parler de variété dialectale, car elles sont difficilement compréhensibles dans les variétés yies du Nord proprement dites. Elles sont en fait plus proches de la famille des langues akha, une autre langue parmi les langues de la famille lolo, et la sous-famille lolo du Sud.
- Langues lolo, parlées en Chine (ces langues ne se regroupent en aucune sous-famille parmi la famille des langues lolos et sont chacune une sous-famille ; elles sont difficilement interlligibles entre elles) :
  - yi d’Ache (yif)
  - yi de Limi (ylm)
  - yi de Mili (ymh)
  - yi de Muji (ymj)
  - yi de Poluo (yip)
  - yi de Pula (ypl)
  - yi de Puwa (ypw)

- Langues lolos non classées, (ces langues lolos ne sont pas encore classées complètement, elles peuvent éventuellement être des sous-familles à elles seules ou appartenir à la sous-famille Nord ou Sud des langues lolos) :
  - parlées en Chine :
    - nusu (nuf)
    - zauzou (zal)

  - parlées en Birmanie :
    - laopang (lbg)
    - lopi (lov)

Il existe d'autres langues lolos aussi bien dans le groupe Nord que le groupe Sud, mais elles ne sont pas considérées comme langues yies, bien qu'elles recouvrent des territoires de peuplement majoritairement yi. On les trouve en Chine, mais aussi en Birmanie, au Laos et en Thaïlande (et comprennent notamment les langues akha dans le groupe lolo du Sud).